# Édith Boivin-Béluse
 (juillet 2025).
Si vous disposez d'ouvrages ou d'articles de référence ou si vous connaissez des sites web de qualité traitant du thème abordé ici, merci de compléter l'article en donnant les références utiles à sa vérifiabilité et en les liant à la section « Notes et références ».
Édith Boivin-Béluse, née le 14 février 1947 à Saint-Odilon-de-Cranbourne et morte le 25 juillet 2021 à Montréal, est une pianiste et accompagnatrice québécoise.

## Biographie

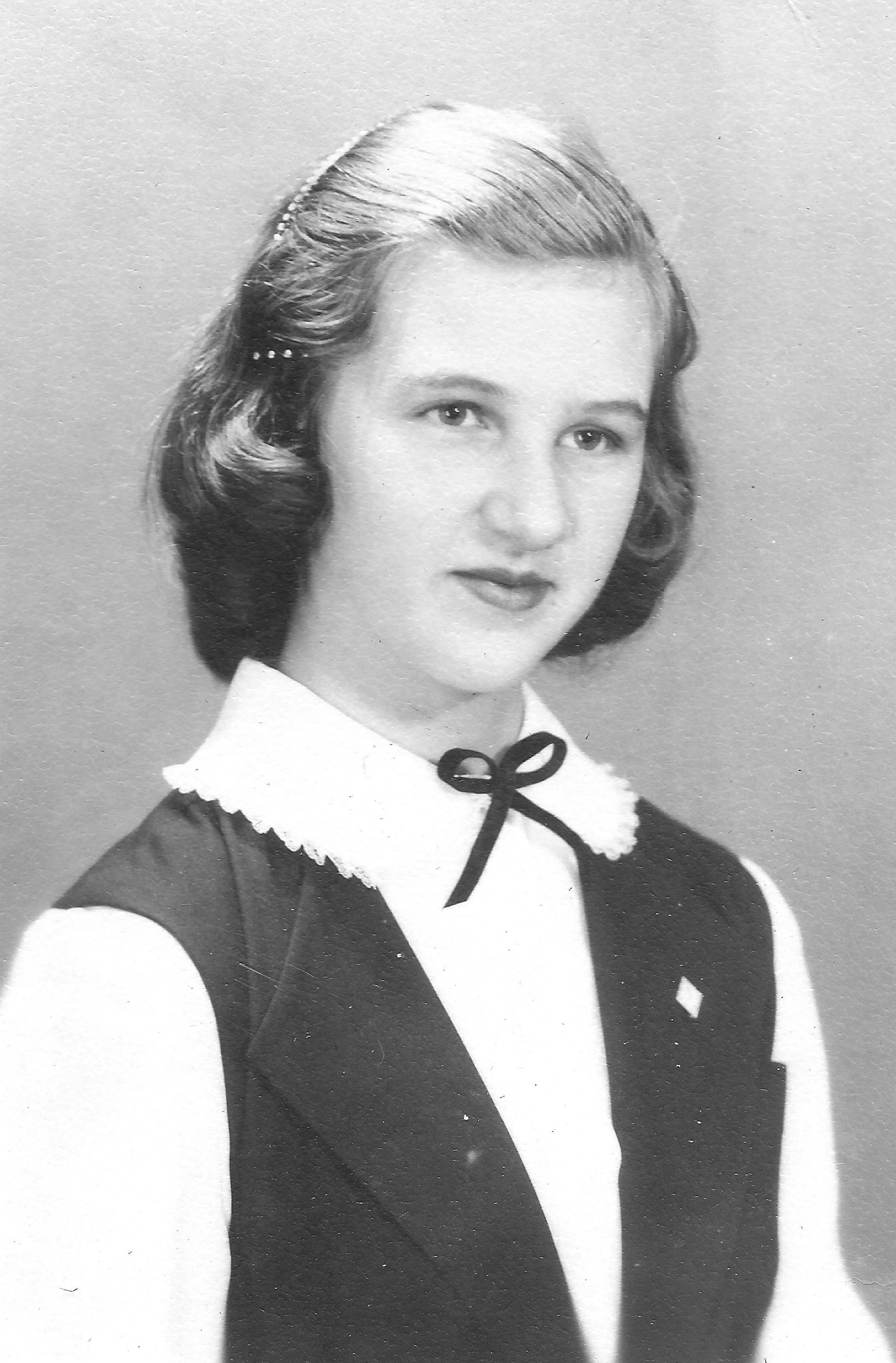
Édith en 1961, âgée de 14 ans.

Édith Boivin-Béluse fait d'abord ses études classiques chez les Ursulines de Québec. Par la suite, elle se dirige vers l’école de musique Vincent-d'Indy de Montréal où elle obtient une maîtrise en piano en 1970 avec Anisia Campos. Elle suit Campos au Conservatoire de musique de Montréal où elle décroche un Premier Prix à l'unanimité en 1972.
À cette même époque, elle est également lauréate de concours tels, les festivals de musique du Québec, le concours de Radio-Canada et le concours de l'Orchestre symphonique de Montréal. De plus, elle se distingue au concours international Jean-Sébastien-Bach de Washington D.C. en 1971, où elle est retenue comme semi-finaliste.
Édith Boivin-Béluse se fait connaître tour à tour comme soliste, chambriste, pianiste-accompagnatrice ainsi que « claviériste-soliste » pour bande sonore de films tels Le Déclin de l'empire américain de Denys Arcand en 1985 et les Portes tournantes de Francis Mankiewicz en 1988. 
En 1978, elle créa, pour la télévision de Radio-Canada, le Concerto pour piano en la du compositeur québécois François Dompierre qu'elle enregistra en 1979 avec l'Orchestre symphonique de Montréal sous la direction de Charles Dutoit sur l'étiquette Deutsche Grammophon.
Toujours en 1979, elle fait une tournée avec l'Orchestre symphonique de Montréal à travers le Québec qui se termine par deux concerts à la salle Wilfrid-Pelletier de la place des Arts, également sous la direction de Charles Dutoit. Elle est soliste invitée de l'Orchestre métropolitain du Grand Montréal en juillet 1981, 1982, 1983 et 1984, de l'Orchestre de chambre de Hull en avril 1986, de l'Orchestre symphonique de Québec en avril 1985
et en décembre 1986.

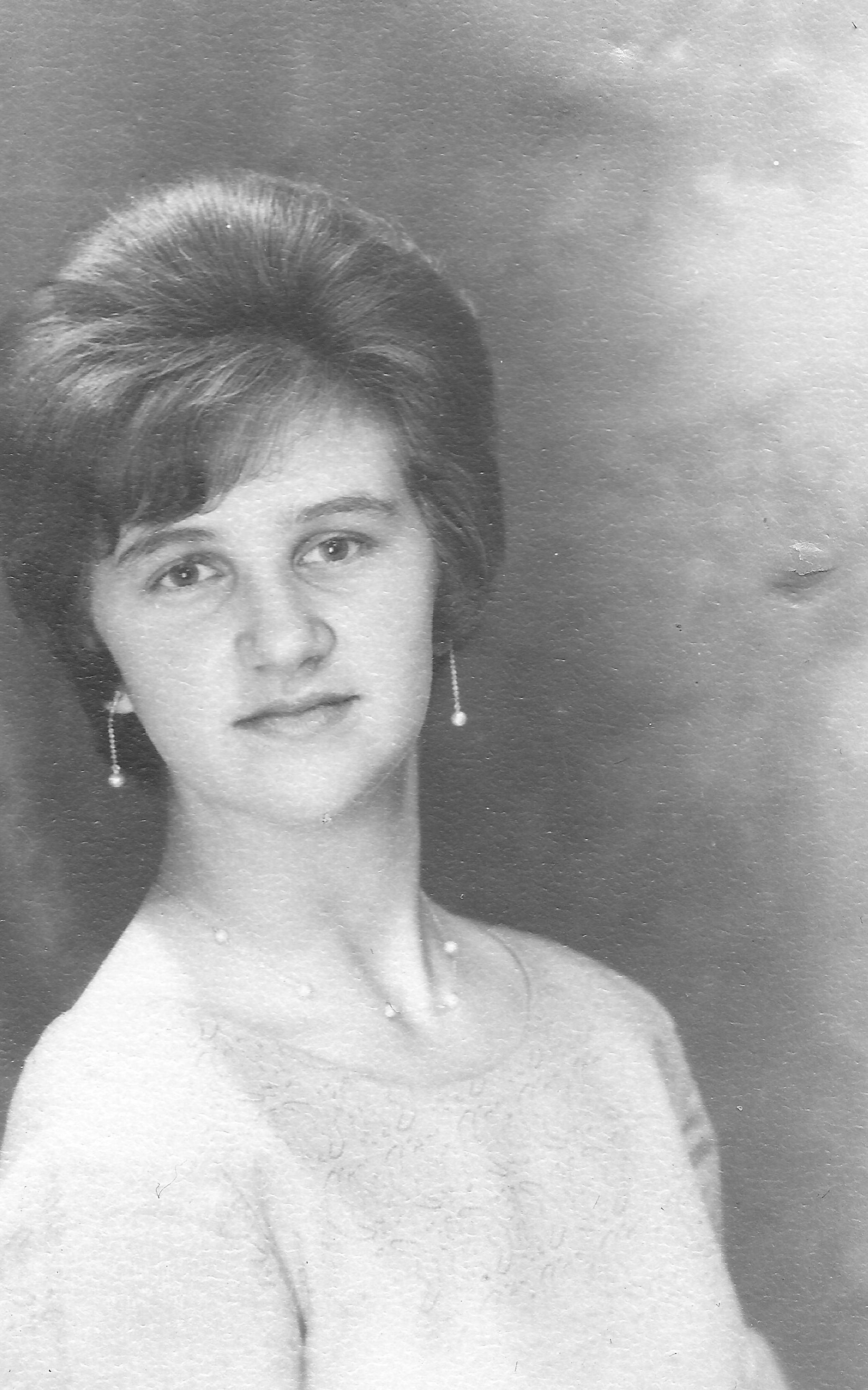
Édith Boivin-Béluse en 1968, âgée de 21 ans.

Elle représente le Québec tant en 1984 à Ottawa lors des fêtes du Canada, qu'en 1986 à Vancouver lors de l'Exposition mondiale.
Quoique son métier premier est d'être pianiste-accompagnatrice à plein temps au Conservatoire de musique de Montréal, cela ne l'empêche pas de faire de la musique de chambre professionnellement.  D'ailleurs, un disque trompette et piano qu'elle a enregistré avec Daniel Doyon, trompettiste québécois, est sorti sur le marché depuis 1989.
Édith Boivin-Béluse meurt des suites d'un cancer fulgurant à Montréal le 25 juillet 2021 à l'âge de 74 ans et 5 mois. Elle est inhumée dans le cimetière de sa paroisse natale de la Beauce.

## Filmographie

### Comme interprète
- 1986 : Le Déclin de l'empire américain
- 1988 : Les Portes tournantes

## Récompenses
- 1980 : Félix de l'album instrumental de l'année pour l'album Concerto en la pour piano et orchestre de François Dompierre enregistré par Édith Boivin-Béluse et l'Orchestre symphonique de Montréal en 1979.